# Championnats d'Europe d'haltérophilie 2011
Navigation
Édition précédente Édition suivante
Les Championnats d'Europe d'haltérophilie 2011 ont lieu en Russie, à Kazan du 11 avril 2011 au 17 avril 2011.

## Résultats détaillés

### Hommes

#### - de 56 kg
|             | Or                   | Or     | Argent                          | Argent | Bronze                         | Bronze |
| Arraché     | Gökhan Kılıç Turquie | 118 kg | Stanislau Chadovich Biélorussie | 118 kg | Ghenadie Dudoglo Moldavie      | 115 kg |
| Épaulé-Jeté | Oleg Sîrghi Moldavie | 150 kg | Florin Ionuț Croitoru Roumanie  | 141 kg | Smbat Margaryan Arménie        | 141 kg |
| Total       | Oleg Sîrghi Moldavie | 262 kg | Gökhan Kılıç Turquie            | 256 kg | Florin Ionuț Croitoru Roumanie | 256 kg |

#### - de 62 kg
|             | Or                     | Or     | Argent                | Argent | Bronze                    | Bronze |
| Arraché     | Bünyamin Sezer Turquie | 140 kg | Antoniu Buci Roumanie | 134 kg | Damian Wiśniewski Pologne | 130 kg |
| Épaulé-Jeté | Marius Gîscan Roumanie | 162 kg | Hurşit Atak Turquie   | 161 kg | Bünyamin Sezer Turquie    | 158 kg |
| Total       | Bünyamin Sezer Turquie | 298 kg | Antoniu Buci Roumanie | 290 kg | Hurşit Atak Turquie       | 289 kg |

#### - de 69 kg
|             | Or                       | Or     | Argent                            | Argent | Bronze                   | Bronze |
| Arraché     | Mete Binay Turquie       | 154 kg | Răzvan Constantin Martin Roumanie | 150 kg | Vladislav Lukanin Russie | 146 kg |
| Épaulé-Jeté | Vladislav Lukanin Russie | 186 kg | Răzvan Constantin Martin Roumanie | 181 kg | Daniel Godelli Albanie   | 176 kg |
| Total       | Vladislav Lukanin Russie | 332 kg | Răzvan Constantin Martin Roumanie | 331 kg | Daniel Godelli Albanie   | 321 kg |

#### - de 77 kg
|             | Or                      | Or     | Argent                  | Argent | Bronze                 | Bronze |
| Arraché     | Arayik Mirzoyan Arménie | 160 kg | Erkand Qerimaj Albanie  | 157 kg | Semih Yağcı Turquie    | 155 kg |
| Épaulé-Jeté | Semih Yağcı Turquie     | 192 kg | Arayik Mirzoyan Arménie | 187 kg | Richard Tkac Slovaquie | 183 kg |
| Total       | Semih Yağcı Turquie     | 347 kg | Arayik Mirzoyan Arménie | 347 kg | Richard Tkac Slovaquie | 335 kg |

#### - de 85 kg
|             | Or                    | Or     | Argent                | Argent | Bronze                    | Bronze |
| Arraché     | Apti Aukhadov Russie  | 173 kg | Aleksey Yufkin Russie | 170 kg | Edgar Gevorgyan Arménie   | 165 kg |
| Épaulé-Jeté | Aleksey Yufkin Russie | 215 kg | Apti Aukhadov Russie  | 212 kg | Benjamin Hennequin France | 373 kg |
| Total       | Aleksey Yufkin Russie | 385 kg | Apti Aukhadov Russie  | 385 kg | Benjamin Hennequin France | 373 kg |

#### - de 94 kg
|             | Or                         | Or     | Argent                  | Argent | Bronze                     | Bronze |
| Arraché     | Aurimas Didžbalis Lituanie | 177 kg | Anatoli Ciricu Moldavie | 173 kg | Andrey Demanov Russie      | 171 kg |
| Épaulé-Jeté | Andrey Demanov Russie      | 220 kg | Anatoli Ciricu Moldavie | 217 kg | Aurimas Didžbalis Lituanie | 205 kg |
| Total       | Andrey Demanov Russie      | 391 kg | Anatoli Ciricu Moldavie | 390 kg | Aurimas Didžbalis Lituanie | 382 kg |

#### - de 105 kg
|             | Or                         | Or     | Argent                   | Argent | Bronze                       | Bronze |
| Arraché     | Khadzhimurat Akkaev Russie | 195 kg | Gia Machavariani Géorgie | 183 kg | Mikhail Audzeyeu Biélorussie | 181 kg |
| Épaulé-Jeté | Khadzhimurat Akkaev Russie | 230 kg | Gia Machavariani Géorgie | 217 kg | Bartlomiej Bonk Pologne      | 214 kg |
| Total       | Khadzhimurat Akkaev Russie | 425 kg | Gia Machavariani Géorgie | 400 kg | Bartlomiej Bonk Pologne      | 394 kg |

#### + de 105 kg
|             | Or                     | Or     | Argent                    | Argent | Bronze                        | Bronze |
| Arraché     | Ihor Shimechko Ukraine | 195 kg | Irakli Turmanidze Géorgie | 188 kg | Yauheni Zharnasek Biélorussie | 187 kg |
| Épaulé-Jeté | Jiří Orság Tchéquie    | 226 kg | Bünyamin Sudaş Turquie    | 224 kg | Yauheni Zharnasek Biélorussie | 223 kg |
| Total       | Ihor Shimechko Ukraine | 412 kg | Jiří Orság Tchéquie       | 410 kg | Yauheni Zharnasek Biélorussie | 410 kg |

### Femmes

#### - de 48 kg
|             | Or                    | Or     | Argent                 | Argent | Bronze                 | Bronze |
| Arraché     | Nurcan Taylan Turquie | 90 kg  | Genny Pagliaro Italie  | 82 kg  | Nurdan Karagöz Turquie | 80 kg  |
| Épaulé-Jeté | Nurcan Taylan Turquie | 105 kg | Nurdan Karagöz Turquie | 100 kg | Genny Pagliaro Italie  | 98 kg  |
| Total       | Nurcan Taylan Turquie | 195 kg | Nurdan Karagöz Turquie | 180 kg | Genny Pagliaro Italie  | 180 kg |

#### - de 53 kg
|             | Or                     | Or     | Argent                | Argent | Bronze                   | Bronze |
| Arraché     | Aylin Daşdelen Turquie | 90 kg  | Julia Rohde Allemagne | 83 kg  | Mariya Vidlyvana Ukraine | 83 kg  |
| Épaulé-Jeté | Aylin Daşdelen Turquie | 112 kg | Ayşegül Çoban Turquie | 105 kg | Julia Rohde Allemagne    | 104 kg |
| Total       | Aylin Daşdelen Turquie | 202 kg | Julia Rohde Allemagne | 187 kg | Ayşegül Çoban Turquie    | 180 kg |

#### - de 58 kg
|             | Or                             | Or     | Argent                        | Argent | Bronze                        | Bronze |
| Arraché     | Nastassia Novikava Biélorussie | 100 kg | Iuliia Paratova Ukraine       | 92 kg  | Yuliya Derkach Ukraine        | 88 kg  |
| Épaulé-Jeté | Nastassia Novikava Biélorussie | 125 kg | Aleksandra Klejnowska Pologne | 110 kg | Iuliia Paratova Ukraine       | 108 kg |
| Total       | Nastassia Novikava Biélorussie | 225 kg | Iuliia Paratova Ukraine       | 200 kg | Aleksandra Klejnowska Pologne | 196 kg |

#### - de 63 kg
|             | Or                          | Or     | Argent                      | Argent | Bronze                 | Bronze |
| Arraché     | Svetlana Tsarukayeva Russie | 112 kg | Sibel Şimşek Turquie        | 108 kg | Marina Shainova Russie | 104 kg |
| Épaulé-Jeté | Marina Shainova Russie      | 141 kg | Svetlana Tsarukayeva Russie | 133 kg | Sibel Şimşek Turquie   | 130 kg |
| Total       | Marina Shainova Russie      | 245 kg | Svetlana Tsarukayeva Russie | 245 kg | Sibel Şimşek Turquie   | 238 kg |

#### - de 69 kg
|             | Or                    | Or     | Argent                  | Argent | Bronze                  | Bronze  |
| Arraché     | Oxana Slivenko Russie | 120 kg | Tatiana Matveeva Russie | 110 kg | Eszter Krutzler Hongrie | 104 kg  |
| Épaulé-Jeté | Oxana Slivenko Russie | 145 kg | Tatiana Matveeva Russie | 141 kg | Eszter Krutzler Hongrie | 127 kg  |
| Total       | Oxana Slivenko Russie | 265 kg | Tatiana Matveeva Russie | 251 kg | Eszter Krutzler Hongrie | 231 kgg |

#### - de 75 kg
|             | Or                          | Or        | Argent                      | Argent | Bronze                 | Bronze |
| Arraché     | Natalia Zabolotnaya Russie  | 133 kg    | Nadezhda Evstyukhina Russie | 130 kg | Lidia Valentin Espagne | 122 kg |
| Épaulé-Jeté | Nadezhda Evstyukhina Russie | 162 kg RM | Natalia Zabolotnaya Russie  | 153 kg | Lidia Valentin Espagne | 142 kg |
| Total       | Nadezhda Evstyukhina Russie | 292 kg    | Natalia Zabolotnaya Russie  | 286 kg | Lidia Valentin Espagne | 264 kg |

#### + de 75 kg
|             | Or                       | Or        | Argent                                            | Argent        | Bronze                     | Bronze |
| Arraché     | Tatiana Kashirina Russie | 146 kg RM | Hripsime Khurshudyan Arménie Ümmühan Uçar Turquie | 114 kg 113 kg | Kathleen Schöppe Allemagne | 100 kg |
| Épaulé-Jeté | Tatiana Kashirina Russie | 181 kg    | Hripsime Khurshudyan Arménie Ümmühan Uçar Turquie | 140 kg 136 kg | Kathleen Schöppe Allemagne | 131 kg |
| Total       | Tatiana Kashirina Russie | 327 kg RM | Hripsime Khurshudyan Arménie Ümmühan Uçar Turquie | 254 kg 249 kg | Kathleen Schöppe Allemagne | 231 kg |